# Hydrodessus surinamensis
Hydrodessus surinamensis is een keversoort uit de familie waterroofkevers (Dytiscidae). De wetenschappelijke naam van de soort is voor het eerst geldig gepubliceerd in 1970 door Young.